# أساطير فارسية
الأساطير الفارسية هي الروايات والقصص التقليدية عن القدماء الأصليين، وتشمل جميع الكائنات غير العادية أو الخارقة للطبيعة. فهي مصورة من الأساطير الماضية لـ القارة الثقافية الإيرانية التي تتكون خاصة من دولة إيران وأفغانستان وطاجيكستان وآسيا الوسطى، حيث تعكس سلوك المجتمع المنتمين إليه - والسلوكيات اتجاه مواجهة الخير والشر وأفعال الآلهة واليازاتس (أصغر الآلهة) ومآثر الأبطال والمخلوقات الخرافية. وتلعب الأساطير دورًا بارزًا في الثقافة الإيرانية ويزداد فهمنا لها عند النظر إليها في سياق التاريخ الإيراني.
ولهذا الغرض يجب علينا تجاهل الحدود السياسية الحديثة والنظر في التطورات التاريخية في إيران الكبرى، وكذلك في المنطقة الواسعة التي تغطي أجزاءً من آسيا الوسطى إلى ما وراء الحدود الإيرانية في الوقت الحاضر. كما أن لـالجغرافيا في هذه المنطقة، مع سلسلة جبالها المرتفعة، دور بارز في العديد من القصص الأسطورية. عادة ما تشير الألفية الثانية قبل الميلاد إلى عصر الهجرة في غرب إيران وذلك بسبب ظهور نموذج جديد من الخزف الإيراني مشابه للبضائع السابقة في شمال شرق إيران، والتي تشير إلى أنها ترجع إلى الشعوب الإيرانية القديمة. وظهر هذا الخزف، في لونه الرمادي الفاتح إلى الأسود، حوالي عام 1400 قبل الميلاد. وكان يطلق عليها في السابق السلعة الرمادية أو الحديد الأول، في حين كان يشير هذا الاسم الأخير إلى بداية العصر الحديدي في هذه المنطقة.

## النصوص الأساسية
من بين المجموعات الرئيسية للأساطير الفارسية هي شهنامة من تأليف أبو قاسم الفردوسي، التي كتبت منذ أكثر من ألف سنة. حيث اعتمدت أعمال الفردوسي بشدة، على قصص وشخصيات من مازدايزم وزرادشتية، وليس فقط من أبستاق، ولكن من نصوص سابقة مثل بونداهيشن ودنكارد إضافة إلى غيرها الكثير.

## الخلفية الدينية

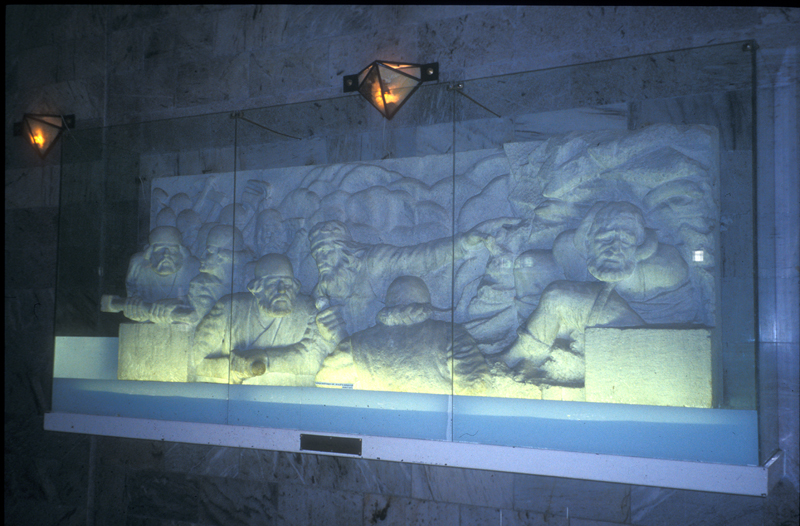
النقش في طوس يصور القصص الأسطورية الإيرانية الشائعة.

عادة ما تقع شخصيات من الأساطير الفارسية تقريبًا في معسكر من المعسكرين. فهم إما أن يكونوا من أهل الخير أو الشر. حيث يعكس الخلاف الناتج الصراع القديم، الذي تعتمد فيه الأساطير الفارسية على مفهوم زرادشتي للانبعاث المزدوج لـ أهورامزدا (الأفستية أو أهورامزدا في الفارسية الأخيرة). وتعتبر سبنتا ماينيو هي مصدر القوة البناءة، بينما تعتبر أنجرا ماينيو مصدر الظلام والتدمير والعقم والموت.

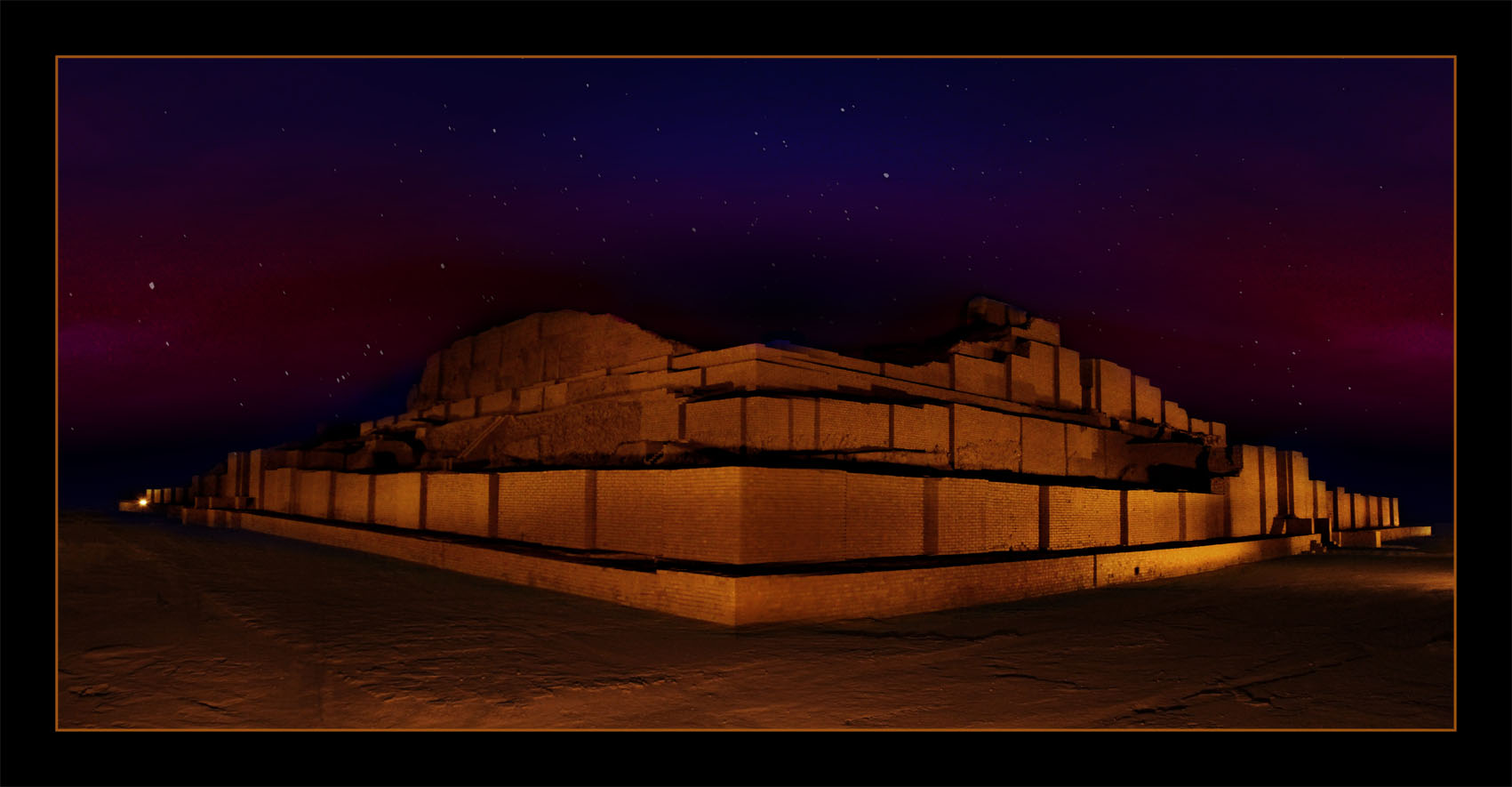
كوغا زانبيل الزقورة.

وقد وجد الجني (الأفستية، الفارسية: div) بكثرة في الأساطير الفارسية، لتعني 'السماوي' أو 'الساطع'. حيث كانت تعبد هذه الآلهة في فترة ما قبل الزرادشتية المازدايزم مثلما هو الحال في الأديان الفيدية، ويعتبر أتباع ما قبل الزرادشتية الجني المقدسة والكائنات المقدسة شكل من المازدايزم. وبعد الإصلاحات الدينية لـ زاراثسترا (زرادشت) أصبح مصطلح الجني مرتبط بـ العافريت. وحتى ذلك الحين واصل الفرس معيشتهم بجنوب بحر قزوين ليعبدوا الجني ويقاومون الضغوط لتقبلهم الزرادشتية والأساطير التي تتعلق ببقاء الجني على قيد الحياة حتى يومنا هذا. على سبيل المثال، أسطورة الجني الأبيض (الجني الأبيض) من مازندران .
علاوة على ذلك، أنجرا ماينيو أو أهريمان باللغة الفارسية، فإن الزرادشتية مثال للشر، فقد فقدت هويتها الأصلية للزرادشتية/المازدية في وقت لاحق من الأدب الفارسي، وصور في نهاية المطاف بـ الجني. وظهرت التصاوير الدينية لـ أهريمان في الحقبة التي أعقبت الغزو الإسلامي، ليظهر أهريمان كرجل عملاق ذي جسد ملطخ وذي قرنين.

## الخير والشر
إن الشخصية الأسطورية المشهورة في الملحمية والأساطير الفارسية هي رستم. وعلى الجانب الآخر من السياج هناك الضحاك، 

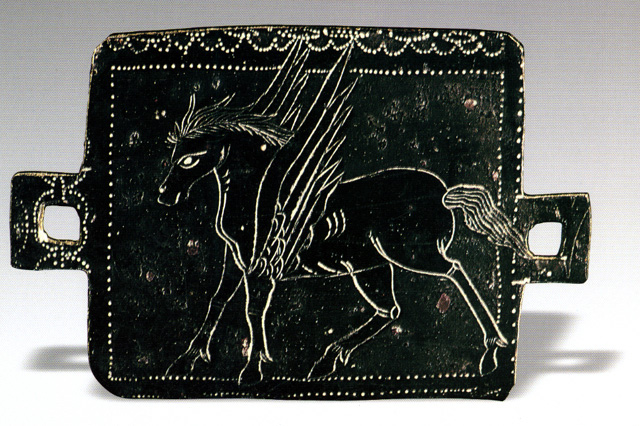
فرثيا مع وصف الحصان المجنح في لوحة من العصر البرنزوي («بيجاز» باللغة الفارسية). تم اكتشافها في مسجد سليمان.

رمز الطغيان، الذي هزم أخيرًا من قبل كاوه الحداد الذي قاد لثورة شعبية ضده. الضحاك الذي يُحرس من قبل اثنين من الأفاعي التي تخرج من كلا كتفيه. بغض النظر عن عدد المرات التي تقطع فيها رأسها، فتنمو رؤوس جديدة لحراسته. وترمز الأفاعي، مثل غيرها من الأساطير الأخرى العديدة إلى الشر، ولكن تظهر العديد من الحيوانات والطيور الأخرى في الأساطير الإيرانية وبخاصة الطيور التي ترمز إلى بشرى الخير. ومن أشهر هذه الطيور سيمرغ، وهو أجمل وأقوى طائر كبير؛ وهوما، وهو طائر الانتصار الملكي الذي يتزين بريشة العائلة المالكة.
ومع ذلك اعتبرت بيري ، أجمل امرأة شريرة في الأساطير المبكرة، وتدريجيًا أصبحت أقل شرًا وأكثر جمالاً، حتى الحقبة الإسلامية حيث أصبحت رمزًا للجمال مثل الحور العين في الجنة. ورغم ذلك، توجد هناك امرأة أخرى شريرة، تدعى باتياريح ، التي ترمز الآن إلى البغاء والعاهرات.